# 5164 Mullo
5164 Mullo eller 1984 WE1 är en asteroid upptäckt den 20 november 1984 av den franske astronomen Christian Pollas i Caussols, Frankrike. Asteroiden har fått sitt namn Mullo i keltisk mytologi.
Asteroidens omloppsbana sträcker sig inifrån asteroidbältet till strax utanför Jupiters omloppsbana, men då omloppsbanan lutar 19° mot ekliptikan kommer den aldrig särskilt nära planeten.
Den tillhör asteroidgruppen Cybele.